# NGC 6535
NGC 6535 је збијено звездано јато у сазвежђу Змија које се налази на NGC листи објеката дубоког неба.
Деклинација објекта је - 0° 17' 47" а ректасцензија 18h 3m 50,7s. Привидна величина (магнитуда) објекта NGC 6535 износи 9,3. NGC 6535 је још познат и под ознакама GCL 83.